# Río Lagan (Suecia)
El río Lagan es un río europeo que discurre por el sur de Suecia y desemboca en el Kattegat, en la costa occidental sueca. El río pasa por las ciudades de Värnamo, Ljungby y Laholm.
- Datos: Q426988
- Multimedia: Lagan / Q426988